# 한국동서발전
한국동서발전(韓國東西發電, Korea East-West Power Corporation)은 정부의 전력산업구조개편 정책에 따라 지난 2001년 한국전력공사로부터 분리ㆍ발족한 발전회사이다. 당진발전본부를 핵심발전소로 하여 울산발전본부, 동해발전본부, 일산발전본부,  신호남건설추진본부, 음성건설본부, 신재생본부(경인지사, 충청지사, 호남지사, 영남지사, 강원지사) 등 전국에 발전소를 운영하고 있다. 현재 발전설비 용량은 9,590.2MW로 대한민국 전체 발전설비의 6.4%를 점유하고 있다. 본사는 울산광역시 중구 종가로 395에 위치하고 있다.

## 연혁
- 1943년 8월: 조선전업 설립
- 1945년 9월: 경성전기 설립
- 1946년 5월: 남선전기 설립
- 1961년 7월 1일: 한국전력(주)로 병합
- 1982년 1월 1일: 한국전력공사로 명칭 변경
- 2001년 4월 2일: 한국전력으로부터 분사(전력산업구조 개편)

## 역대 사장
- 이상영 (2001년 ~ 2002년)
- 이용오 (2002년 ~ 2007년)
- 정태호 (2007년 ~ 2008년)
- 이길구 (2008년 ~ 2012년)
- 장주옥 (2012년 ~ 2016년)
- 김용진 (2016년 ~ 2017년)
- 박희성 사장대행 (2017년 ~ 2018년)
- 박일준 (2018년 ~ 2021년)
- 김영문 (2021년 ~ 2024년)
- 권명호 (2024년 ~ )

## 조직
- 상임감사위원
  - 열린감사실
    - 감사성과부
    - 종합감사부
    - 청렴감찰부

### 사장
- 안전보건처
  - 안전협력실
  - 보건공정부
  - 재난관리부
  - 중대재해예방부

#### 기획본부
- 기획처
  - 경영기획실
  - 성과경영부
  - 준법지원부
  - 홍보부
- 인재경영처
  - 노무복지실
  - 인재개발부
  - 총무부
  - 회계세무부
  - 사회공헌부
- 재무경영처
  - 재무부
  - 투자관리부
  - 연료자원부
  - 계약자재부

#### 안전기술본부
- 발전처
  - 발전운영실
  - 품질경영팀
  - 발전기획팀
  - 전력거래팀
- 상생기술처
  - 엔지니어링팀
  - 동반성장센터
- R&D총괄팀

#### 미래사업단
- 신성장사업실
  - 사업개발팀
  - 태양광사업팀
  - 풍력사업팀
  - 에너지신사업팀
  - 사업운영팀
  - 신규복합준비팀
- 해외사업실
  - 해외사업1팀
  - 해외사업2팀
  - 해외입찰팀

## 발전소
- 당진화력발전소 - 충청남도 당진시 석문면 교로길 30
- 울산화력발전소 - 울산광역시 남구 용잠로 623
- 호남화력발전소 - 전라남도 여수시 여수산단로 1203
- 동해화력발전소 - 강원도 동해시 공단9로 145
- 일산열병합발전소 - 경기도 고양시 일산동구 경의로 201